# Ли Лихуа
Ли Лихуа (кит. трад. 李麗華, упр. 李丽华, пиньинь Lĭ Lìhuá); 17 июля 1924, Шанхай, Китайская Республика — 19 марта 2017, Гонконг) — китайская актриса и певица, одна из самых известных и успешных актрис шанхайского (1940-е) и гонконгского кинематографа (1950-70-х годов), старшая, «царственная», из нескольких звёздных актрис студии «Shaw Brothers», носивших почетный титул «королев азиатского кино». За свою неувядающую молодость была названа поклонниками «Вечнозелёным деревом».
В отличие от многих других актрис ранней эпохи китайского кинематографа Ли Лихуа до начала съёмок в кино обучалась актёрскому мастерству пекинской оперы. В конце 1930-х гг. она стала одной из последних новых актрис «золотого века» шанхайского кинематографа. В годы японской оккупации Лихуа активно сотрудничала с японцами, за что после окончания войны подверглась обвинению в «культурном шпионаже». В конце 1940-х Ли переезжает в Британский Гонконг, где становится самой востребованной актрисой того времени. В это время она активно сотрудничает с несколькими ведущими киностудиями, снимается не только в Гонконге, но и на Тайване, в Японии и США. Ли Лихуа стала первой известной китайской актрисой, которая получила приглашение сниматься в Голливуде. В середине 1950-х гг., когда в кинематограф Гонконга пришло новое поколение актрис, позиции Ли Лихуа заметно пошатнулись. Впрочем, свою популярность актрисе удалось сохранить вплоть до окончания карьеры в 1982 году.
Ли Лихуа осталась известна в истории кинематографа благодаря не столько актёрскому мастерству, сколько усердности и трудолюбию. Она ответственно относилась к работе, была пунктуальной и открытой для любого сотрудничества.

## Биография

### Детство и юность
Ли Лихуа родилась 17 июля 1924 года в Шанхае. Девочка стала шестым ребёнком в семье потомственных актёров пекинской оперы, актёра Ли Гуйфана (кит. 李桂芳) и актрисы Чжан Шаоцюань (кит. 张少泉). Всего же у неё было две старшие сестры, три старших и один младший братья. Девочка родилась недоношенной (7 месяцев), пальцы на её руках были сросшимися, а вместо плача ребёнок издавал звуки, больше похожие на мяуканье. Так Лихуа получила своё детское имя — Сяоми («Кисуня»).
Отец Лихуа скончался, когда девочке исполнилось четыре года. После смерти Ли Гуйфана овдовевшая супруга и пятеро сирот столкнулись с неожиданными финансовыми трудностями: оказалось, что глава семейства хотя и зарабатывал хорошие деньги своими выступлениями, но тратил их с не меньшим успехом и после своей смерти оставил семью фактически без средств для существования.
Когда будущей актрисе исполнилось восемь, мать отправила её учиться в католическую школу для девочек (родители Ли были христианами в третьем поколении). Однако проучиться Лихуа смогла лишь три года: от болезни умер старший брат, и девочка была вынуждена вернуться домой. Спустя некоторое время по настоянию знакомой мать решила отправить девочку в Пекин для обучения искусству пекинской оперы. Здесь же вместе с Лихуа проходила обучение Чжан Эюнь, в будущем — известная актриса пекинской оперы. Ли Лихуа вспоминала, что вопреки расхожему мнению, будто обучение пекинской опере чрезвычайно сложное, она получала удовольствие от учёбы, да и преподаватели, среди которых был известный актёр Му Тефэн, относились к ней скорее не как к ученице, а как к родной дочери.

### Начало актёрской карьеры
В 1939 году Ли Лихуа окончила обучение и вернулась в Шанхай. Здесь она повстречала Яо Ибэня, мужа одной из своих старших сестёр, который порекомендовал свояченицу своему приятелю Янь Юсяну (кит. 严幼祥) — владельцу компании «Ихуа» (艺华), который в то время как раз искал девушку на роль богини Гуаньинь в своём новом фильме. Янь, будучи буддистом, был уверен, что роль богини должна исполнить девственница, в скором времени он подписал с Ли Лихуа контракт на пять лет, однако задуманному им плану так и не было суждено осуществится: режиссёра убедили в том, что Ли имеет слишком маленькую фигуру и не годится на роль богини, и Янь в результате выбрал для этой роли более зрелую актрису. Поскольку контракт был уже подписан, то Ли предложили другу роль — в фильме «Рассказ о герое» (英烈传). Уже в процессе съёмок от директора компании поступило ещё одно предложение — не дожидаясь завершения съёмок «Рассказа», сняться в главной роли в картине «Три улыбки» по известному сюжету о знаменитом минском художнике Тан Ине и его любовном увлечении служанкой из богатого и влиятельного дома. В то самое время над экранизацией этого же сюжета работала другая крупнейшая шанхайская киностудия, «Гуохуа» (国华), которая в качестве исполнительницы главной роли привлекла одну из самых известных актрис того времени — Чжоу Сюань. В последовавшей «гонке» студия «Ихуа» сумела снять картину за шесть дней и ночей, тогда как их конкуренту понадобилось для завершения на один день больше. Спустя многие годы Лихуа признавала, что, став известной актрисой, не отважилась бы соперничать с кем бы то ни было, опасаясь за реноме. Тогда же, будучи никому не известной шестнадцатилетней девочкой, которая в дебютной роли осмелилась соперничать со звездой китайского кино, она переживала лишь о том, что её карьера окончится не начавшись, если фильм не соберёт кассу.
Оба фильма, выпущенные под одинаковыми названиями «Три улыбки» (三笑), вышли на экраны в начале 1940 года, завоевали популярность у публики и собрали внушительные кассовые сборы. Сама Ли Лихуа мгновенно приобрела широкую известность. Впрочем, её популярность была вызвана не столько самим фильмом, сколько грамотно продуманной газетной «уткой». Газета «Синьвэнь бао» напечатала сообщение о находке пропажи — драгоценного бриллиантового кольца. В скором времени та же газета опубликовала благодарственное письмо Ли Лихуа, которая сообщала, что кольцо возвращено в целостности и сохранности. выражала свою признательность. Ещё позже та же газета сообщила о том, что Ли Цзыяну (李子洋) — человеку, обнаружившему пропавшее кольцо, — актриса предложила 200 фаби, однако господин Ли отказался от вознаграждения и передал деньги на пользу шанхайского сиротского приюта. «Утку» подхватили все местные газеты. Спустя годы актриса вспоминала: «В то время в Шанхае разве что только „деревенщина“ не знала, кто такая Ли Лихуа». Там же в своих мемуарах она признавала, что в свои шестнадцать лет не то что не имела бриллиантового кольца, а даже не знала, как оно выглядит.

### Шанхайский период
В течение последующих трёх лет (1940—1942) Ли Лихуа снялась более чем в десяти фильмах. Поскольку она была едва ли не единственной актрисой первого дивизиона, сотрудничавшей с «Ихуа», кинокомпания задействовала её абсолютно во всех картинах. Ли Лихуа проявила себя не только как актриса, но и как певица: с начала 40-х гг. она выпустила несколько десятков пластинок со своими песнями, включая песни из кинофильмов.

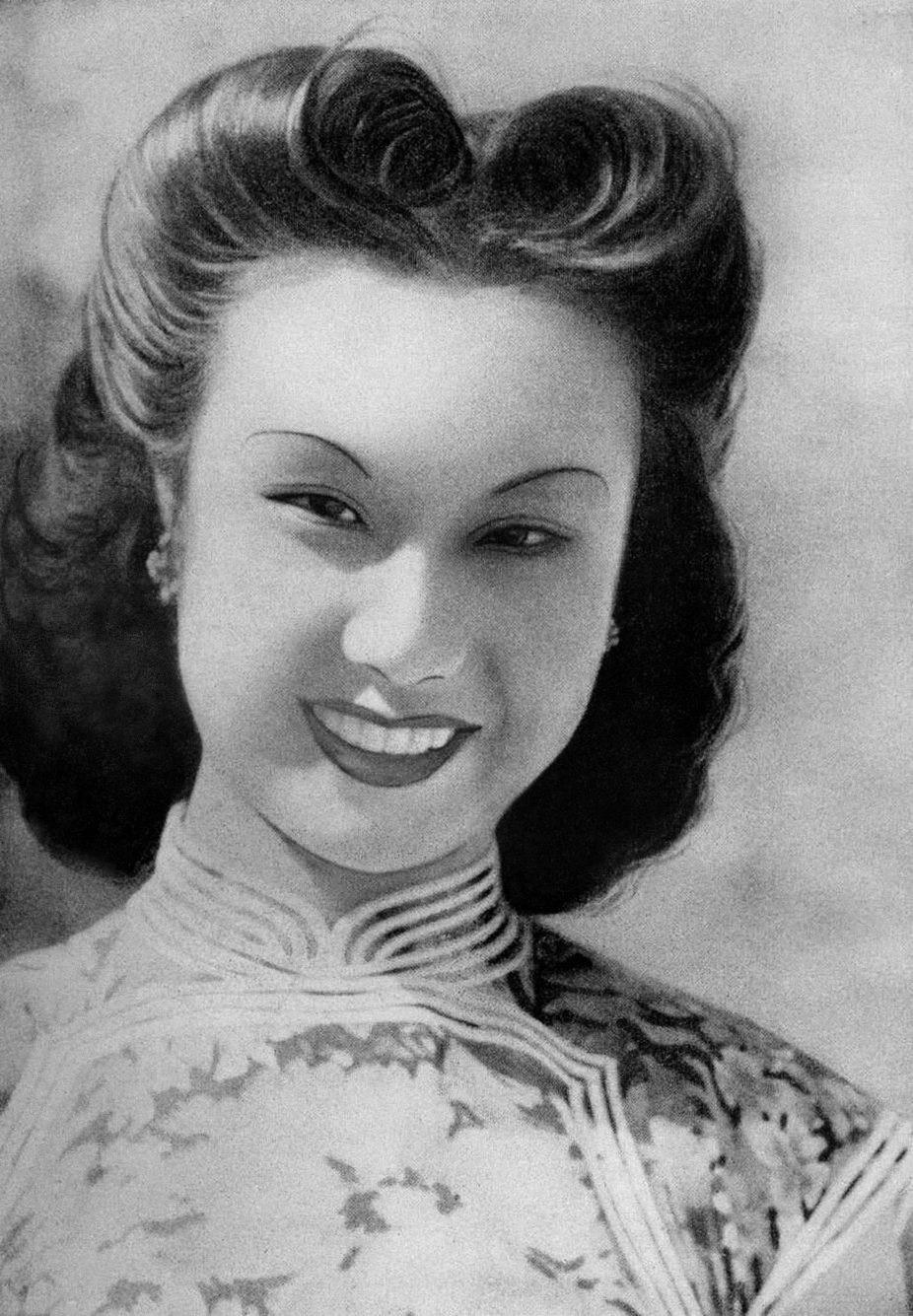
Ли Лихуа в 1943 году

С началом тихоокеанских военных действий Второй мировой войны японское оккупационное губернаторство ужесточает контроль над экономикой и культурой Шанхая, и по его распоряжению все значимые студии объединяются с «Кинопроизводственной компанией Китая» («Чжунхуа дянъин гунсы», также коротко «Хуаин»), в «Объединённую кинопроизводственную компанию Китая» («Хуалянь»), которой разрешается продолжать киносъёмки под японским контролем. Для «Хуаин» Ли Лихуа снялась более чем в двадцати картинах, две из них, «萬紫千紅» и «狼火は上海に揚る», стали продуктом совместного японо-китайского сотрудничества. В своих мемуарах актриса признавала, что ненавидела японцев, не желала работать под их началом и уже была готова сбежать либо в Чунцин, либо в США, но её планы не осуществились, поскольку китайский руководитель компании объявил о начале очередных съёмок. Там же в своих мемуарах актриса признаёт, что хорошо ладила с японцами, в частности с главой «Хуалянь» Нагамасой Кавакита. Там же она восторженно отзывается о своём коллеге по съёмочной площадке, культовом японском актёре — Цумасабуро Бандо. В одной из послевоенных публикаций неизвестный автор саркастически заметил, что Ли Лихуа не просто согласилась сотрудничать с оккупантами, но и сама проявила интерес к изучению японского языка, намереваясь тем самым укрепить отношения с японским руководством компании. Японцы, которым составило труда найти китайскую актрису, согласную на сотрудничество, были немало удивлены подобным отношением.
После завершения войны актриса была обвинена в «культурном шпионаже», однако очень быстро обвинения с неё были сняты. Лихуа была вызвана в суд, дело приобрело публичную огласку, но до судебного разбирательства так и не дошло. По собственному предположению актрисы, причиной было тому наличие у местных властей куда больших проблем в лице наступающих коммунистов.
В этот же период Ли Лихуа встречает Чжан Сюйпу, молодого владельца винодельни «Чжан Юй» в Циндао, и выходит за него замуж. С окончанием войны и японской оккупации в 1945 шанхайское кинопроизводство обретает новое дыхание. Ли Лихуа, всегда ответственно относившаяся к своей работе и старавшаяся угодить нанимавшим её студиям, по-прежнему пользовалась большим спросом.
Однажды, после множества продолжавшихся допоздна съемок для фильма «Разбитые весенние мечты» (春残梦断), она потеряла сознание прямо на съёмочной площадке. Муж уговорил её взять отпуск и отдохнуть на его виноградниках в Циндао, однако планы на отпуск были сорваны объявлением о поиске отборных артистов от новой студии Вэнхуа. В числе прочего Wenhua хотели немедленно начать съёмки фильма The Imposters (Jia feng xu huang) и рассчитывали на Ли Лихуа в качестве исполнительницы главной роли. Уже почти согласившейся отдохнуть актрисе ничего не оставалось, кроме как отложить поездку в Циндао.

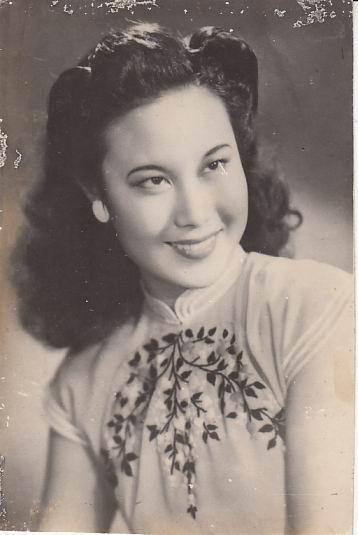
Ли Лихуа в 1940-е гг.

Сюжет «Фальшивого феникса» (假凤虚凰) рассказывал о парикмахере и маникюрше, выдававших себя один другому за богатых людей, пытаясь жениться/выйти замуж «за деньги». То, что выглядело как «негативное изображение профессии», вызвало протест парикмахерского профсоюза, многие представители которого являлись в кинотеатры, где планировался показ фильма, ругались с охраной и требовали уничтожения всех копий фильма. Такой неожиданный поворот событий заставил студию обратиться за помощью к влиятельным лицам и в конце концов публично извиниться перед парикмахерами. Это противодействие, однако, послужило бесплатной рекламе фильма (освещение съемок фильма достигло американских журналов «Time» и «Life», а фото главной звезды и статья о ней попали на обложку и в номер «Life»), а после выхода фильма в прокат — его успешным кассовым сборам.
Ещё одна киностудия «大中華電影企業有限公司» (возникла в Гонконге в 1946 году) предложила Ли Лихуа оплату в 30 миллиардов гонконгских долларов, если та поедет в Гонконг и снимется в фильме «Девушки из Шанхая» (Shanghai xiaojie; позже название было изменено на «Three Females»; San nüxing). Несмотря на высокую инфляцию, 30 миллиардов юаней даже для того времени были чрезвычайно высокой платой за работу в одном фильме, даже для кинозвезды. Муж Ли Лихуа Чжан Сюйпу пытался отговорить её от работы в Гонконге, однако он сам был в тяжелой финансовой ситуации, и Ли Лихуа мотивировала поездку зарабатыванием денег на оплату его долгов. После завершения «Shanghai Ladies» актриса вернулась в Шанхай, где снялась в «A Bright and Sunny Day» (Yanyang tian,) по сценарию известнейшего драматурга современного Китая Цао Юя. Постановка имела высокий статус, занятые в фильме исполнители, помимо самой Ли, были привлечены из театрального мира (на то время более престижного, чем кино), и фильм дополнительно укрепил репутацию актрисы.
В 1947 году Ли Лихуа покинула Шанхай, вновь отправившись в Гонконг для съемок «Весеннего грома» (春雷). После завершения съёмок она возвращается в Шанхай, где получает два новых предложения от Цао Юя. Хотя актрисе и понравились сценарии, она принимает решение покинуть Шанхай, на этот раз навсегда. Чжан Сюйпу съездил в Гонконг повидать Ли, но вскоре её покинул; более они не виделись, хотя ещё более года оставались формально женаты, оформив развод в 1949 году. В этот период Ли Лихуа сблизилась с актёром Тао Цзинем, с которым вместе снималась в «Sworn to the Sea» (Haishi, «A Fisherman’s Honour») в 1948 и «A Cultivated Family» (Shi li chaun jia, в базах это 詩禮傳 / 活葬 / A Respectable Family / Family Doctrine 1952 года) в 1950 году, однако пара разошлась в начале 1951 года, после многократных звонков оставленной Тао Цзинем жены, уговаривавшей его вернуться в Шанхай.

### Гонконг
В начале 1950-х в Гонконге возникла ещё одна студия «Чанчэн», с которой Ли Лихуа также сделала два фильма — «The Wile World is Lying» (Shuohuang shojie, то есть 說謊世界/The Awful Truth) и «New Dream of the Red Mansion» (Xin Honglou Meng, в базах скорее как Modern Red Chamber Dream). Так как большинство китайских кинозвезд до 1949 года базировались в континентальном Китае, в начале 1950-х Ли Лихуа оказалась практически единственной активно снимающейся актрисой в Гонконге, «монополизировавшей» киноэкран. Начиная с 1952 года, Ли Лихуа активно снималась с Xinhua Studio и Nanyang Studio (вскоре выросшей в кинокомпанию Shaw Brothers), включая две картины, основанные на жизни женщин поздней Цин и ранней Китайской Республики — «Сяо Фэнсянь» (小鳳仙) и «Qiu Jin» (Цю Цзинь) (обе под режиссурой Ту Гуанци). Другими работами того периода были «The Song of the Cold Cicada» (Han chan qu, то есть 寒蟬曲 / A Song to Remember) Тао Циня, «Wind in the Trees» (風蕭蕭) Ту Гуанци, «The Fisherman’s Song» (Yu ge) Бу Ваньцана и «Blind Love» (Mang lian, 盲戀, также «Always in my heart») и «Xiao Baicai» (小白菜) И Вэня. Ли Лихуа также снималась в Японии, где исполнила роли в «Love in the Cherry Blossom City» (Ying du yanji, 櫻都艷跡 / Tokyo interlude / Beauty of Tokyo / Токийская красавица/ Одинокий лебедь) и «Madame Butterfly» (Hudie Furen).

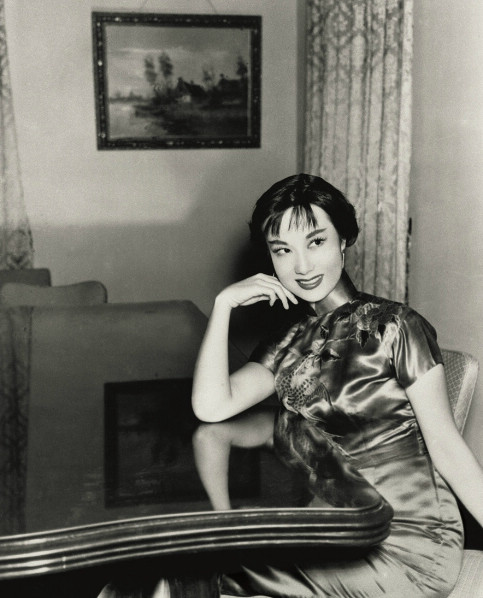
Ли Лихуа в 1955 году (31 год)

Около середины 1950-х положение Ли Лихуа стало меняться: в Гонконг стали прибывать звёзды шанхайского кино, такие как Бай Гуан, Чэнь Юньшан, Ху Де, Чэнь Яньянь. Кроме того, на небосклоне стали появляться новые таланты, обладавшие меньшим опытом, но привлекавшие публику свежестью: Линь Дай, Джанетта Линь, Грэйс Чан и Ю Минь.
Одновременно с этим в 1955—1956 годах в жизнь Ли Лихуа вновь вошёл актёр и режиссёр Янь Цзюнь. Они знали друг друга задолго до этого с начала кинокарьеры Ли, совпавшего с началом актёрской карьеры Яня. Двое коллег испытывали приязнь друг к другу ещё тогда, однако Ли Лихуа не стала завязывать отношения, так как Янь Цзюнь был уже женат. Янь Цзюнь заработал себе репутацию в Шанхае как театральный/сценический актёр, впоследствии переключившись на кино и сделав свои первые шаги в режиссуре в 1951 году в Гонконге на Yonghua Studio. Его успехам на этом поприще только помогало успешное сотрудничество с Линь Дай, ставшей его любовницей после возвращения жены Янь Цзюня на материк.
Позднее Янь Цзюнь расстался с Линь Дай, возобновив отношения с Ли Лихуа. Находясь в разводе с 1949 года, она тем не менее не реагировала на ухаживания многих мужчин, которые пытались завоевать её руку и оставалась одна. С Янь Цзюнем же они не только чувствовали эмоциональную нужду друг в друге, но и видели свою выгоду от сотрудничества в кино — Янь Цзюнь мог заменить потерянную для него звезду Линь Дай надёжной Ли Лихуа, тогда как она — пользоваться помощью хорошего режиссёра и исполнителя-партнёра, чтобы остаться сильным конкурентом созвездию более молодых актрис. Ли Лихуа и Янь Цзюнь поженились в 1957 году в соборе Св. Терезы в гонконгском районе Коулун. Так как их связь выросла из долгих лет дружбы, Ли Лихуа и Янь Цзюнь наслаждались счастливой, стабильной и долгой семейной жизнью (вплоть до смерти Янь Цзюня в 1980 году), одновременно сотрудничая профессионально в ряде успешных кинокартин на историческую тему. Они вместе устроились на Shaw Brothers.

### Голливуд
В 1958 году Ли Лихуа получила приглашение на съёмки в Голливуде. Она стала первой китайской актрисой, которая получила признание на родине и после этого была приглашена в США. Фильм, который вышел на экраны в 1958 году, назывался «Китайская куколка», режиссёром фильма выступил Фрэнк Борзейги, главную мужскую роль сыграл Виктор Мэтьюр. Сама актриса не скрывала своего недовольства получившимся результатом, сетуя на абсолютное непонимание американцами китайской культуры. Ознакомившись с первым вариантом сценария, изобиловавшим скабрёзными сценами, Ли Лихуа отказалась сниматься в картине. На вопрос о причине отказа она ответила: «Этот фильм о ком угодно, но не о китайцах, потому что во всём Китае вы не найдёте таких китайцев». Через три дня сценаристы предложили актрисе новый сценарий, и, хотя он был далёк от совершенства, актриса скрепя сердце дала согласие на съёмки. О своём партнёре по сцене она вспоминала так: «В пару со мной поставила Виктора Мэтьюра, который был способен играть только „крутых парней“ в тупоголовых триллерах, попроси его играть свободно и раскрепощённо, и окажется, что у него об этом нет даже малейшего представления». После завершения съёмок Ли получила ещё несколько предложений от американских режиссёров, но на все ответила отказом, поскольку все сценарии содержали постельные сцены.

### Поздний этап творчества. Завершение карьеры
Ли Лихуа достигла пика своей актёрской карьеры в гонконгских исторических кинолентах, сыграв главные роли, как нельзя более подходящие ей как уже зрелой актрисе. Позднее Ли большей частью переключается на роли женщин среднего возраста. Она завоевала тайваньскую «Золотую лошадь» за лучшую женскую роль своей игрой в «Guarding Every Inch of Our Land with Our Blood» (Yicun shanhe yicun xue, этот же фильм актриса называла самым успешным своим произведением), однако в дальнейшем редко выходила на экран помимо появлений в качестве камео/приглашенной звезды — сыграв тем не менее лидера минских лоялистов в боевике 1972 года «Crizes at Yingchun Pavilion» (Yingchunge zhi fengbo, «The Fate of Lee Khan») Кинга Ху и императрицу Цыси в «The Siege of Peking» (Ba guo lianjun, то есть Boxer Rebellion / Spiritual fists / Bloody Avengers / Альянс восьми держав / Кулаки духа) 1975 года.
После того, как у Янь Цзюня в начале 1970-х был диагностирован диабет и проблемы с сердцем, супруги переехали в США и поселились в Нью-Йорке (на Лонг-Айленде). Янь Цзюнь умер в 1980 году.
В конце 2015 года Ли Лихуа была удостоена спецпремии «Золотая лошадь» по совокупности вклада в киноискусство.
Актриса умерла в воскресенье 19 марта 2017 года.

## Личная жизнь. Характер и привычки
Была трижды замужем. Мужья:
- актёр и бизнесмен Чжан Сюйпу (1946—1949, развод)
- актёр и режиссёр Янь Цзюнь (1959—1980, до его смерти)
- У Чжонъи

Дети:
У Ли Лихуа две дочери, одна из которых (Янь Жэньшэн) родилась в её первом браке с Чжан Сюйпу, вторая — Янь Дэлань или Янь Мэйшэн — в 1961 году в браке с Янь Цзюнем.
Известно, что Ли Лихуа придерживалась экономного и делового подхода к жизни и была успешна в управлении своими финансами; в частности, в 1970-х годах она инвестировала средства в китайское телевидение Нью-Йорка.

## Фильмография
Актриса исполнила роли в более чем ста фильмах, из которых первым были «Три улыбки» (о книжнике и художнике Тан Боху) 1940 года (в 16-летнем возрасте), а последним — «Новый сон в красном тереме» 1978 года, поставленный студией Чинь Ханя и Лин Бо. Её активная кинокарьера продолжалась почти 40 лет, принеся ей (совместно с умением сохранять моложавую внешность) прозвище «вечнозеленое дерево».

### Фильмы 1940-х годов
| Год  | Русское название                             | Китайское название (упр.)          | Китайское название (трад.) | Международное название               | Роль        | Релиз   |
| ---- | -------------------------------------------- | ---------------------------------- | -------------------------- | ------------------------------------ | ----------- | ------- |
| 1940 | Три улыбки                                   | 三笑                               | 三笑                       | 3 Smiles                             | Цю Сян      | —       |
| 1940 | Три улыбки: Продолжение                      | 三笑续集                           | 三笑續集                   | 3 Smiles Part Two                    | Цю Сян      | —       |
| 1941 | История героя                                | 英烈传                             | 英烈傳                     | Brave Biography                      |             | —       |
| 1941 | Мост Ватерлоо                                | 魂断蓝桥                           | 魂斷藍橋                   |                                      |             | —       |
| 1942 | Бегония                                      | 秋海棠                             | 秋海棠                     | Begonia                              |             | 2DVD    |
| 1943 | Продавщица цветов                            | 卖花女                             | 賣花女                     |                                      |             | —       |
| 1944 | Обида у весенней реки Сигнальные огни Шанхая | кит. 春江遗恨 яп. 狼火は上海に揚る | 春江遺恨                   | Noroshi wa Shanhai ni agaru          | Юй Ин       | VHS     |
| 1944 | Буйство красок                               | 万紫千红                           | 萬紫千紅                   |                                      |             | Web-rip |
| 1946 | Фальшивый феникс                             | 假凤虚凰                           | 假鳳虛凰                   | Fake Phoenix                         | Фань Жухуа  | —       |
| 1947 | Три женщины                                  | 三女性                             | 三女性                     | Three Women                          |             | —       |
| 1947 | Ян Яньтян                                    | 艳阳天                             | 艷陽天                     | Yang Yan Tian                        |             | —       |
| 1947 | Разбитые весенние мечты                      | 春残梦断                           | 春殘夢斷                   | Broken Spring Dreams                 |             | —       |
| 1948 |                                              | 千里送京娘                         | 千裡送京娘                 | The Thousand Mile Escort of Jingnian |             | —       |
| 1948 |                                              | 女大当嫁                           | 女大當嫁                   | The Corn in Ripe for Plucking        | Ли Сюэцин   | —       |
| 1948 |                                              | 红粉盗                             | 紅粉盜                     | The Lady Thief                       | Чжао Линжу  | —       |
| 1948 |                                              | 海誓                               | 海誓                       | A Fisherman’s Honour                 | Цю Цзе      | —       |
| 1948 |                                              | 春雷                               | 春雷                       | Our Husband                          | Ли Ханьфэнь | —       |

### Фильмы 1950-х годов

#### 1950—1954 годы
| Год  | Русское название             | Китайское название (упр.) | Китайское название (трад.) | Международное название               | Роль                   | Релиз |
| ---- | ---------------------------- | ------------------------- | -------------------------- | ------------------------------------ | ---------------------- | ----- |
| 1950 | Ужасная правда               | 说谎世界                  | 說謊世界                   | The Awful Truth                      | Сюэ Маньна             | —     |
| 1950 | Возмездие знатной семьи      | 豪门孽债                  | 豪門孽債                   | The Insulted and the Injured         | Цзян Мулань            | —     |
| 1950 | Зима уходит, наступает весна | 冬去春来                  | 冬去春來                   | Spring Comes and Winter Goes         | Чэнь Гуйин             | —     |
| 1951 | Смертельный враг             | 血海仇                    | 血海仇                     | The Victims                          | А Ин                   | —     |
| 1951 |                              | 误佳期                    | 誤佳期                     | Spoiling the Wedding Day             | А Цуй                  | —     |
| 1951 | Девочка-цветочек             | 花姑娘                    | 花姑娘                     | The Flower Girl                      | Хуа Фэнсянь            | —     |
| 1951 | Огненный феникс              | 火凤凰                    | 火鳳凰                     | The Fiery Phoenix                    | Мэй Лиин               | —     |
| 1952 | Красная роза                 | 红玫瑰                    | 紅玫瑰                     | Red Rose                             | Хун Мэйгуй             | —     |
| 1952 |                              | 勾魂艳曲                  | 勾魂艷曲                   | Sweet Song for You                   | Кун Гулань             | —     |
| 1952 | Весенний сад                 | 满园春色                  | 滿園春色                   | Sweet Memories                       |                        | —     |
| 1952 |                              | 拜金的人                  | 拜金的人                   | Gold Diggers                         | Чэнь Мэйлин            | —     |
| 1952 |                              | 诗礼传 活葬               | 詩禮傳 活葬                | A Respectable Family Family Doctrine | Цзян Цзячжу            | —     |
| 1952 | Новый сон в Красном тереме   | 新红楼梦                  | 新紅樓夢                   | Modern Red Chamber Dream             | Линь Дайюй             | —     |
| 1953 | Голубые небеса               | 碧云天                    | 碧雲天                     | Blue Sky                             | Юй Сяоцуй, Цзя Ланьфан | —     |
| 1953 | Песня замёрзшей цикады       | 寒蝉曲                    | 寒蟬曲                     | A Song to Remember                   | Линь Инхуа             | —     |
| 1953 | Цю Цзинь                     | 秋瑾                      | 秋瑾                       | Qiu Jin                              | Цю Цзинь               | —     |
| 1953 | Сяо Фэнсянь                  | 小凤仙                    | 小鳳仙                     | Little Phoenix                       | Сяо Фэнсянь            | —     |
| 1953 | Любовь июльской ночи         | 仲夏夜之恋                | 仲夏夜之戀                 | A Midsummer Night’s Love             | Ли Юйцинь              | —     |
| 1953 |                              | 孽海情天                  | 孽海情天                   | Heaven of Love, Sea of Sin           | Чжу Лиюй               | —     |
| 1953 |                              | 巫山盟                    | 巫山盟                     | Love Eternal                         | Фэн Минъин             | —     |
| 1954 |                              | 一鸣惊人                  | 一鳴驚人                   | The Beauty and the Dumb              | Ху Сюсю                | —     |
| 1954 |                              | 春情烈火                  | 春情烈火                   | Girl on the Loose                    | Яо Лина                | —     |
| 1954 |                              | 风萧萧                    | 風蕭蕭                     | The Wind Withers                     | Бай Пин                | —     |
| 1954 | О Роза, я люблю тебя         | 玫瑰玫瑰我爱你            | 玫瑰玫瑰我愛你             | Rose, Rose, I Love You               | Шачунь                 | —     |

#### 1955—1959 годы
| Год  | Русское название           | Китайское название (упр.)  | Китайское название (трад.) | Международное название                                                  | Роль           | Релиз |
| ---- | -------------------------- | -------------------------- | -------------------------- | ----------------------------------------------------------------------- | -------------- | ----- |
| 1955 | История Сяо Байцай         | 小白菜 小白菜艳史 佳人长恨 | 小白菜 小白菜艷史 佳人長恨 | The Little Girl Named Cabbage Lady Balsam’s conquest What Price Beauty? | Сяо Байцай     | —     |
| 1955 |                            | 海棠红 血染海棠红          | 海棠紅 血染海棠紅          | Blood will tell Blood-stained begonia                                   | Лаоцзю         | —     |
| 1955 | Токийская красавица        | 樱都艳迹                   | 櫻都艷跡                   | Beauty of Tokyo                                                         | Сидзуко        | —     |
| 1955 | Чайная девочка             | 茶花女                     | 茶花女                     | Camille                                                                 | Мэн Цзяли      | —     |
| 1955 | Сяо Фэнсянь 2              | 小凤仙 (续集)              | 小鳳仙 (續集)              | Lady Balsam’s conquest (part 2)                                         | Сяо Фэнсянь    | —     |
| 1956 |                            | 十月果 喜临门              | 十月果 喜臨門              | Our Lovely Baby Fruit of Marriage                                       | Чэнь Ицю       | —     |
| 1956 | Нянжэ и Кэкэ               | 娘惹与峇峇                 | 娘惹與峇峇                 | Nonya and Baba                                                          | Чэнь Чжунян    | —     |
| 1956 | Чернявая                   | 黑妞                       | 黑妞                       | Black Tulip                                                             | Чернявая       | DVD   |
| 1956 | Мадам Баттерфляй           | 蝴蝶夫人                   | 蝴蝶夫人                   | Madame Butterfly                                                        | Цяньдай Сянцзы | DVD   |
| 1956 |                            | 风雨牛车水                 | 風雨牛車水                 | Rainstorm in Chinatown                                                  | Цзян Личжэнь   | —     |
| 1956 | Опасная красота Си Ши      | 卧薪尝胆 西施              | 臥薪嘗膽 西施              | Dangerous beauty Beauty of the beauties                                 | Си Ши          | —     |
| 1956 | Слепая любовь              | 盲恋                       | 盲戀                       | Blind Love                                                              | Лу Вэйцуй      | DVD   |
| 1956 | Секрет замужней женщины    | 电影故事 少奶奶的秘密      | 電影故事 少奶奶的秘密      | The Secret of a Married Woman                                           | Лю Личжэнь     | —     |
| 1956 | Любовь призрака            | 鬼恋                       | 鬼戀                       | My Lover, the Ghost                                                     |                | —     |
| 1956 | Пламя любви                | 恋之火                     | 戀之火                     | The Flame of Love                                                       | У Иньфэн       | —     |
| 1956 | Сюэ Лихун                  | 雪里红                     | 雪裡紅                     | Red Bloom in the Snow                                                   | Сюэ Лихун      | DVD   |
| 1957 | Союз, заключённый небесами | 天作之合                   | 天作之合                   | Happy Union                                                             | Шуй Бинсинь    | —     |
| 1957 |                            | 游龙戏凤                   | 游龍戲鳳                   | No Time for Love                                                        | Хуа Шиюй       | —     |
| 1957 | Великая стена              | 万里长城                   | 萬里長城                   | The Great Wall                                                          | Мэнцзян        | —     |
| 1958 | История Люй Синян          | 吕四娘                     | 呂四娘                     | Story of Lu Siniang                                                     | Люй Синян      | —     |
| 1958 |                            | 银海笙歌                   | 銀海笙歌                   | The film world’s merry song                                             |                | —     |
| 1958 | История Юань Юаньхун       | 元元红                     | 元元紅                     | The Story of Yuan Yuan Hong                                             | Юань Юаньхун   | —     |
| 1959 |                            | 贵妇风流                   | 貴婦風流                   | A Romantic Lady                                                         | Кан Аньни      | —     |

### Фильмы 1960-х годов

#### 1960—1964 годы
| Год  | Русское название                 | Китайское название (упр.) | Китайское название (трад.) | Международное название       | Роль                                                    | Релиз |
| ---- | -------------------------------- | ------------------------- | -------------------------- | ---------------------------- | ------------------------------------------------------- | ----- |
| 1960 | Выстрел в ночи                   | 黑夜枪声                  | 黑夜鎗聲                   | A Shot in the Dark           | Циньни                                                  | —     |
| 1961 | Пистолет                         | 手枪                      | 手槍                       | The Pistol                   | пассажирка автобуса                                     | —     |
| 1962 | Большой и маленький Вонг Тин Бар | 大小黃天霸                | 大小黃天霸                 | Big and Little Wong Tin Bar  | Ли Лихуа                                                | —     |
| 1962 | Чёрная лиса                      | 黑狐狸                    | 黑狐狸                     | The Black Fox                | Ху Ли                                                   | —     |
| 1962 | Великая наложница                | 杨贵妃                    | 楊貴妃                     | The Magnificent Concubine    | Ян Гуйфэй                                               | DVD   |
| 1962 |                                  | 荒江女侠                  | 荒江女俠                   | Angel of the Wilderness      |                                                         | —     |
| 1962 |                                  | 孟丽君                    | 孟麗君                     | Mung Li Chuen                |                                                         | —     |
| 1962 | Янь Сицзяо                       | 阎惜姣                    | 閻惜姣                     | Three Sinners                | Янь Сицзяо                                              | DVD   |
| 1963 | Ян Найву и Сяо Байцай            | 杨乃武与小白菜            | 楊乃武與小白菜             | The Adulteress               | Сяо Байцай                                              | DVD   |
| 1963 | Императрица У Цзэтянь            | 武则天                    | 武則天                     | The Empress Wu Tse-tien      | наложница У Чжао монахиня Мин Кун императрица У Цзэтянь | DVD   |
| 1963 |                                  | 第二春 巫山春回           | 第二春 巫山春回            | The Second Spring            | Сюй Мэйфэнь                                             | —     |
| 1964 | Лян Шаньбо и Чжу Интай           | 梁山伯与祝英台            | 梁山伯與祝英台             | Liang Shanbo and Zhu Yingtai | Лян Шаньбо                                              | —     |
| 1964 | История Цинь Сянлянь             | 秦香莲                    | 秦香蓮                     | The Story of Qin Xianglian   | Цинь Сянлянь                                            | DVD   |
| 1964 | Монета                           | 一毛钱                    | 一毛錢                     | The Coin                     | Елань                                                   | —     |
| 1964 | Меж слезами и смехом             | 故都春梦 新啼笑因缘       | 故都春夢 新啼笑因緣        | Between Tears and Laughter   | Шэнь Фэнсянь, Хэ Лися                                   | DVD   |

#### 1965—1969 годы
| Год  | Русское название         | Китайское название (упр.) | Китайское название (трад.) | Международное название        | Роль                | Релиз |
| ---- | ------------------------ | ------------------------- | -------------------------- | ----------------------------- | ------------------- | ----- |
| 1965 |                          | 民族魂 七七敢死队         | 民族魂 七七敢死隊          | Squadron 77                   | Ли Даньни           | DVD   |
| 1965 | Зов моря                 | 怒海情仇                  | 怒海情仇                   | Call of the Sea               | Цзян Усао           | —     |
| 1965 | Слёзы актёров            | 红伶涙                    | 紅伶涙                     | Vermillion Door               | Ло Сянчжи           | DVD   |
| 1965 | Великая подмена          | 万古流芳                  | 萬古流芳                   | The Grand Substitution        | принцесса Чжуаньцзи | DVD   |
| 1966 | Весенняя радость         | 欢乐青春                  | 歡樂青春                   | The Joy of Spring             | (камео)             | —     |
| 1967 | Госпожа Яшмовый Медальон | 连琐                      | 連瑣                       | Lady Jade Locket              | Ян Юэвэй            | DVD   |
| 1967 | Гуаньинь                 | 观世音                    | 觀世音                     | The Goddess of Mercy          | Гуаньинь            | DVD   |
| 1967 |                          | 盗剑                      | 盗劍                       | Rape of the Sword             | Гэн Люнян           | —     |
| 1966 | Весенняя радость         | 欢乐青春                  | 歡樂青春                   | The Joy of Spring             | (камео)             | —     |
| 1969 |                          | 山河血                    | 山河血                     | The Partisan Lovers           | Алань               | —     |
| 1969 | Шторм над рекой Янцзы    | 杨子江风云                | 楊子江風雲                 | Storm Over the Yang-Tse River |                     | —     |

### Фильмы 1970-х годов
| Год  | Русское название           | Китайское название (упр.) | Китайское название (трад.) | Международное название        | Роль                  | Релиз |
| ---- | -------------------------- | ------------------------- | -------------------------- | ----------------------------- | --------------------- | ----- |
| 1970 | Агент Чан Цзян Номер Один  | 长江一号                  | 長江一號                   | Secret Agent Chang Jiang No.1 | Чан Цзян              | DVD   |
| 1970 | Четыре настроения          | 喜怒哀乐                  | 喜怒哀樂                   | Four Moods                    | дама                  | DVD   |
| 1970 | Легенда о Демоне и Лисе    | 鬼狐外传                  | 鬼狐外傳                   | A Tale of Ghost and Fox       |                       | —     |
| 1970 |                            | 金叶子                    | 金葉子                     | Revenge of a Beautiful Ghost  |                       | —     |
| 1970 |                            | 一封情报百万兵            | 一封情報百萬兵             | The Unforgotten Ones          |                       | —     |
| 1971 |                            | 最长的约会                | 最長的約會                 | The Longest Appointment       |                       | —     |
| 1971 | Пять счастливых пар        | 五对佳偶                  | 五對佳偶                   | Five Plus Five                |                       | —     |
| 1971 | Чайный домик Лю Фу         | 六福茶楼                  | 六福茶樓                   | Liufu Tea House               |                       | —     |
| 1971 | Вдова берёт реванш         | 大地春雷                  | 大地春雷                   | The Widow Takes Revenge       |                       | DVD   |
| 1972 | Золотая роза               | 金玫瑰                    | 金玫瑰                     | Golden Rose                   |                       | —     |
| 1973 | Судьба Ли Хана             | 迎春阁之风波              | 迎春閣之風波               | The Fate of Lee Khan          | Вань Жэньми («Венди») | DVD   |
| 1975 |                            | 妈祖                      | 媽祖                       | The Legend of Mother Goddess  |                       | DVD   |
| 1975 |                            | 谍海英豪                  | 諜海英豪                   | Unforgettable Heroine         | Большая сестра        | —     |
| 1976 | Боксёрское восстание       | 八国联军                  | 八國聯軍                   | Boxer Rebellion               | императрица Цыси      | DVD   |
| 1978 | Новый Сон в красном тереме | 新红楼梦                  | 新紅樓夢                   | Dream of the Red Chamber      | матушка Цзя           | VCD   |

## Комментарии
1. ↑  С датой и местом рождения актрисы связан ряд ошибочных утверждений.
  1. Род семьи Ли происходил из Ваньпина провинции Хэбэй (территория современного Пекина)[3], что послужило источником для распространённого ошибочного утверждения, будто актриса сама родилась в Хэбэе.
  2. В авторитетных источниках нет достоверного указания на точную дату рождения Ли Лихуа по григорианскому календарю. Ряд популярных источников указывает дату 17 июля, однако в своих мемуарах актриса указывает, что родилась 17 числа 7-го месяца по лунному календарю, не называя при этом год рождения[4]. Если учесть, что в авторитетных источниках указывается 1924 год рождения, то тогда, согласно таблице переводов Гонконгской обсерватории, дата её рождения по солнечному календарю — 17 августа 1924 года.